# طراحی ماژولار

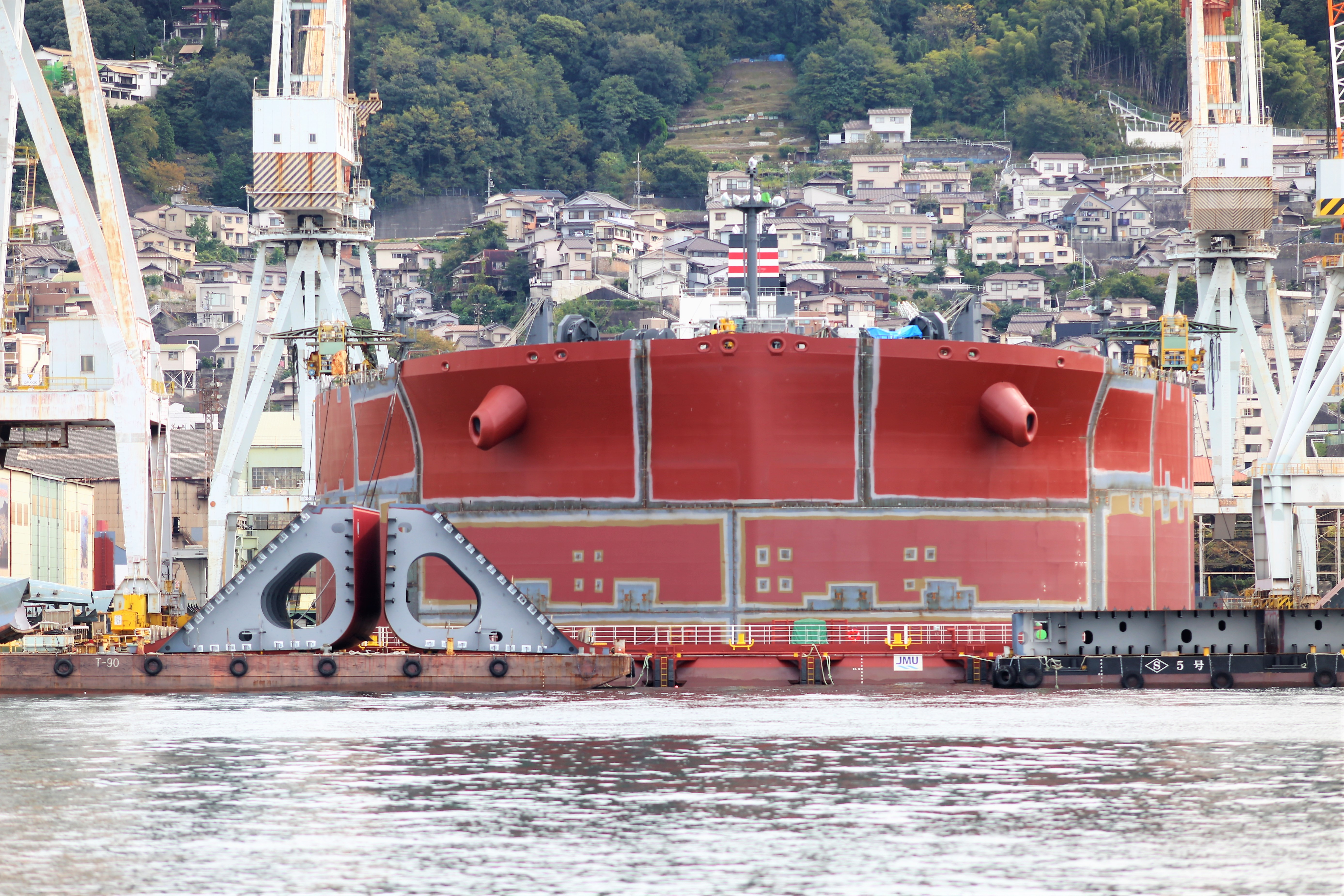
نمایی از یک‌تانکر ۳۱۰,۰۰۰ تُنی که به روش بلوک‌سازی (پودمانی) در حالِ ساخت‌است. در این‌روش، اتصالات هر بلوک قابلِ مشاهده‌ و بلوک‌ها قبل از اتصال، در قسمت جلوی سمت چپ، نگه‌داشته می‌شوند. هیروشیما، ژاپن - ۲۰۱۹

طراحی پودمانی (انگلیسی: Modular design) که به آن در جامعه ماژولار یا مدولار هم میگویند، یک اصل در طراحی است که یک منظومه را به قطعات کوچکتر به نام پودمان تقسیم می‌کند. پودمان‌ها می‌توانند به طور مستقل ایجاد شوند، اصلاح شوند، جایگزین شوند یا با پودمان‌های دیگر یا بین سامانه‌های مختلف جابه‌جا شوند.